# 长圆假瘤蕨
长圆假瘤蕨（学名：Phymatopteris oblongifolia）为水龙骨科假瘤蕨属下的一个种。其种加词“oblongifolia”意为“长椭圆叶子的”。